# 色當節
色當節（德語：Sedantag、Tag von Sedan 或 Sedanstag；德語：[ˈzeːdanˌtaːk]）是德意志帝國的一個半官方紀念節日，於9月的第二天慶祝，以紀念1870年普法戰爭中色當之戰的勝利。在此次戰役中，法皇拿破崙三世和他的軍隊被普魯士軍隊在色當要塞俘虜，德軍邁出了通向最終勝利的重要一步。
1871年，統一的德國人無法就一個共同的德國國家假期達成一致。雖然德意志帝國於1871年1月18日宣布成立，但普魯士人自己在1701年的同一天也舉行了普魯士國王的第一次加冕典禮，後者在該地區有更強的影響力。幾個月後簽署了最終的停戰條約《法蘭克福條約》的日子（1871年5月10日）也沒有受到明確的歡迎。南德各邦如巴伐利亞王國、巴登大公國和符騰堡王國更喜歡慶祝他們的軍隊在戰鬥中贏得重大貢獻勝利的日子，例如沃爾特戰役發生的1870年8月6日。
對色當節慶祝活動的參與和官方支持隨著時間的推移而變化，且工人階級的領導人從未真正接受它。雖然如此，色當節逐漸成為了德意志帝國事實上的國定假日，最後一次慶祝色當節是在1918年。
1919年《凡爾賽條約》簽署後，魏瑪共和國內政部於1919年8月27日宣布不再舉行色當節的慶祝活動。

## 延伸閱讀
- 命運之日
- 德國統一日